# Wolf II. von Schönburg

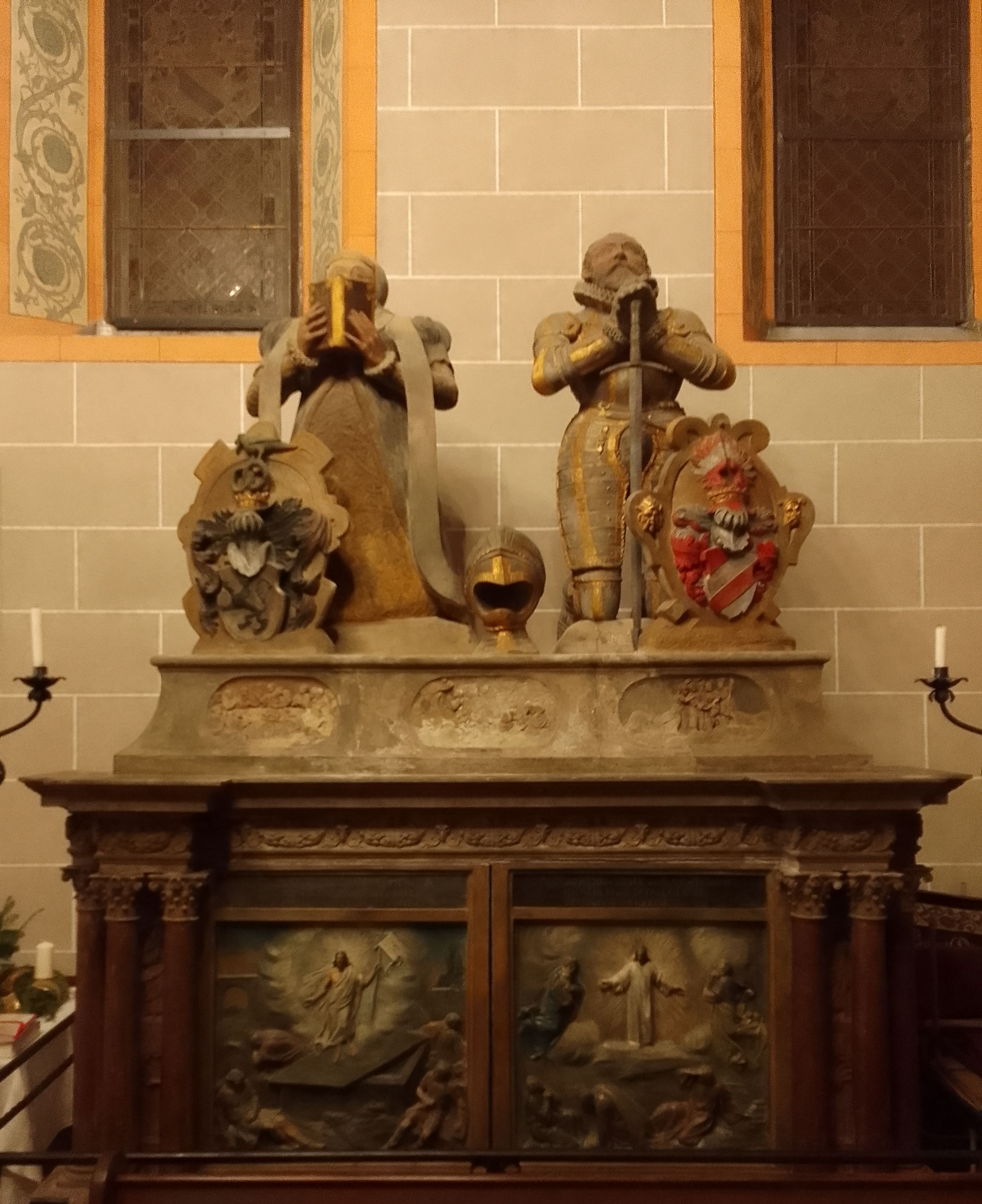
Grabmal Wolf II. und seiner Frau Anna Schenk von Landsberg († 1568 oder 1586) in der Rochsburger Dorfkirche nach dem Vorbild des Moritzmonuments im Freiberger Dom

Wolf II. von Schönburg (* 30. Oktober 1532 in Glauchau; † 8. September 1581 in Rochsburg) war ein Adliger aus dem Hause Schönburg. Er war Herr zu Glauchau und Waldenburg und Begründer der Linie Schönburg-Penig.

## Leben
Wolf II. wurde als Sohn des Geheimen Rates von Herzog Georg von Sachsen, Ernst II. von Schönburg (1486–1534), und der Amabilia (Amalia), geb. Burggräfin von Leisnig († 1559) geboren. Seine Regentschaft war gekennzeichnet von ständigen kirchenpolitischen Konflikten mit dem sächsischen Kurfürsten August, die letztendlich zur vollständigen Niederlage Wolfs führten. Im Jahre 1549 nahm er am Feldzug des sächsischen Kurfürsten Moritz gegen Ungarn teil und war 1550 bei der Belagerung Magdeburgs zugegen. Zusammen mit seinem Bruder Hugo I. kämpfte er 1553 in der Schlacht bei Sievershausen, in der Kurfürst Moritz tödlich verwundet wurde. Hugo und Wolf begleiteten den Leichnam nach Freiberg und nahmen an der Beisetzung im dortigen Freiberger Dom teil.
Am 1. Mai 1556 schlossen die Brüder Georg I. (1529–1585), Hugo I. (1530–1565 oder 1566) und Wolf II. einen Familienvertrag, der Georg die Herrschaften Glauchau und Remse, Hugo Waldenburg und Lichtenstein und Wolf Penig, Wechselburg und Rochsburg zusprach. Hartenstein, Geringswalde und die Bergwerke verblieben in gemeinsamem Besitz. 
Danach residierte Wolf in Penig, dessen Schloss er 1557 neu errichten ließ. Schon 1548 hatte er mit der Umgestaltung der Rochsburg zu einem Renaissanceschloss begonnen, die 1533 abgeschlossen war. 1564 ließ er durch Christoph Walther II aus Freiberg einen prachtvolle Altar in der Peniger Stadtkirche errichten; der auf 1576 datierte Altar der Freibergers Andreas Lorentz in der Rochsburger Schlosskirche geht ebenfalls auf seine Initiative zurück.
Wolf, der ein Anhänger der Lehren von Matthias Flacius war und dessen theologische Positionen in seinem Herrschaftsgebiet verbreiten wollte, die den Positionen des sächsischen Kurfürsten konträr gegenüberstanden, wurde auf kurfürstlichen Befehl am 14. März 1567 in Chemnitz verhaftet und nach Dresden überstellt. Unter katastrophalen Bedingungen eingekerkert, sah sich Wolf am 16. Oktober 1567 gezwungen, unter Verwerfung seiner bisherigen theologischen Position ein „Glaubensbekenntnis“ zu unterzeichnen, das ihm schon am darauffolgenden Tag die Haftentlassung ermöglichte. 
Als 1581 Penig von der Pest heimgesucht wurde, verlegte Wolf seine Residenz nach Rochsburg. Während der Hochzeit seines Sohnes Wolf III. (1556–1612) steckte er sich dennoch an und verstarb bald darauf.